# La fórmula secreta
La fórmula secreta también conocida como Coca Cola en la sangre es un mediometraje del mexicano Rubén Gámez de 1965. En la película, se usa un poema de Juan Rulfo leído como voz narrativa por Jaime Sabines. También es considerado como un ensayo poético.

## Sinopsis
El tema central podría ser la pérdida de la identidad del mexicano con su propio ser. De manera colérica y obstinada, alude a los mitos ancestrales, coloniales hispánicos y modernos que enajena la individualidad del mexicano actual. El peso de la figura paterna y materna, el peso de la servidumbre atávica, el peso de la religión católica impuesta, el peso de lo sagrado y, por último la invasión del modo de vida y la economía norteamericana, son los incentivos para esta película.

## Primer Concurso de Cine Experimental
El Primer Concurso de Cine Experimental proponía la entrada a la industria de verdaderos autores cinematográficos. No solamente se buscaban argumentos de calidad sino también una cierta visión estética divergente que permitiera renovar la imagen de México. Las fórmulas de la época de oro se habían agotado y la política de puertas cerradas de la industria impedía la entrada de nuevos directores. Carlos Monsiváis apunta sobre el concurso “que promueve a una generación de cineastas poderosamente influida por la urgencia de respetabilidad cultural, de reconquista del público de clase media.”
El estancamiento del medio a nivel nacional desembocó en un evento para recibir a la nueva generación de directores; y en 1965, el Sindicato de Trabajadores de la Producción Cinematográfica (STPC) lanza la convocatoria para el Primer Concurso de Cine Experimental.
Se seleccionaron 13 películas para el concurso, algunas compuestas de varios cortometrajes dirigidos por cineastas que, en su mayoría, formaron parte de una generación asociada a la UNAM, como Salomón Laiter, Juan Ibáñez o Juan José Gurrola. Esas cintas fueron innovadoras de diversas maneras: transformaron el viejo sistema de estrellas, compuesto en la época de oro por actores como Dolores del Río, Tin-Tan, Pedro Armendáriz y María Félix, y los lugares de representación cinematográfica: el rancho, el campo, el cabaret, o la vecindad. También se modificó el limitado espectro temático  que alternaba los géneros del melodrama, la tragedia y la comedia. Así, en estas nuevas películas, se podían abordar temáticas disruptivas para el cine nacional como las preocupaciones de la pequeña burguesía, la revolución sexual de los sesenta, el aburrimiento burgués y la cotidianidad citadina.

## Argumento
Con una yuxtaposición de imágenes y audio, se muestra un recorrido del Zócalo de la Ciudad de México en un recorrido circular de la cámara, mientras se narra un texto poético de Juan Rulfo, una pista sonora puesta al revés, una lección de inglés repetida por la voz insegura de una niña, órdenes ininteligibles en un idioma extraño. Se muestran imágenes de paisajes áridos poblados por gente rural que mira a la cámara fijamente; una transfusión de Coca Cola en vez de sangre; una salchicha larguísima, imágenes de campesinos que suben por un monte en fila para aparecer después en diferentes posiciones y lugares, al igual que imágenes religiosas del templo de Tonantzintla; un trabajador manipulado como si fuera saco de harina; el degüello de una res mientras una pareja conversa, se abraza y se besa en la calle; una madre que bendice al hijo que la carga; un charro a caballo que persigue a un transeúnte citadino, lo laza y lo estrella contra el pavimento.

## Producción
Se empezó a filmar en 1964. Tuvo un preestreno el 8 de septiembre de 1965 en el cine Regis, donde tuvo después su estreno el 11 de noviembre del mismo año 1965 y estuvo proyectada durante cinco semanas.

## Premios y reconocimientos
Primer concurso de cine experimental convocado por la STPC
| Año  | Categoría                | Resultado |
| ---- | ------------------------ | --------- |
| 1965 | Mejor dirección          | Ganadora  |
| 1965 | Mejor edición            | Ganador   |
| 1965 | Mejor adaptación musical | Ganador   |

## Comentarios
Este filme ocupa el lugar 9 dentro de la lista de las 100 mejores películas mexicanas de la historia, según la opinión de 27 críticos y especialistas del cine en México, publicada por el portal Sector Cine en junio de 2020.